# 措瓦乡
措瓦乡，是中华人民共和国西藏自治区昌都市芒康县下辖的一个乡镇级行政单位。

## 行政区划
措瓦乡下辖以下地区：
措瓦村、日许村、通沙村、它亚村、仲日村和库孜村。